# Hilton Santa Fe Historic Plaza
L'Hilton Santa Fe Historic Plaza est un hôtel américain situé à Santa Fe, au Nouveau-Mexique. Installé dans un bâtiment construit en 1625, cet établissement d'Hilton Hotels & Resorts est membre des Historic Hotels of America depuis 2014 et des Historic Hotels Worldwide depuis 2015.